# Riga cirkus
Riga cirkus (lettiska: Rīgas cirks) är en lettisk cirkus och en cirkusbyggnad i Riga. Cirkusbyggnaden uppfördes 1888 och tar 1.030 åskådare.
Tomten till cirkusbyggnaden köptes 1878 och användes de första åren som plats för ett cirkustält. Truppen har uppträtt i cirkusbyggnaden vintertid och turnerat sommartid.
År 2003 förklarades cirkusbyggnaden som kulturminnesmärke. Den stängdes i februari 2016 genom beslut av Statens byggnadsinspektion (BVKB) av säkerhetsskäl.

## Bildgalleri

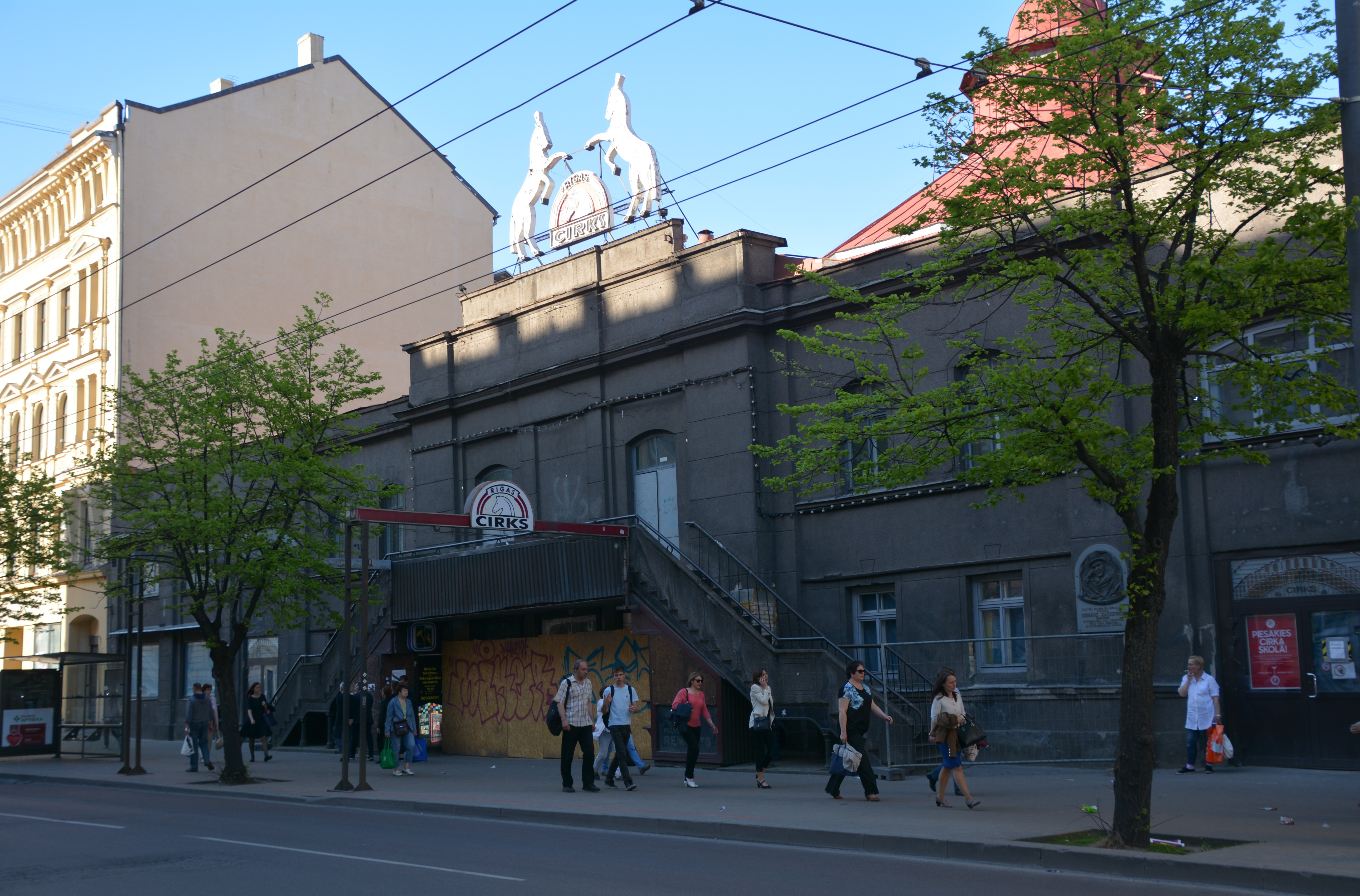
Riga Cirkusbyggnad
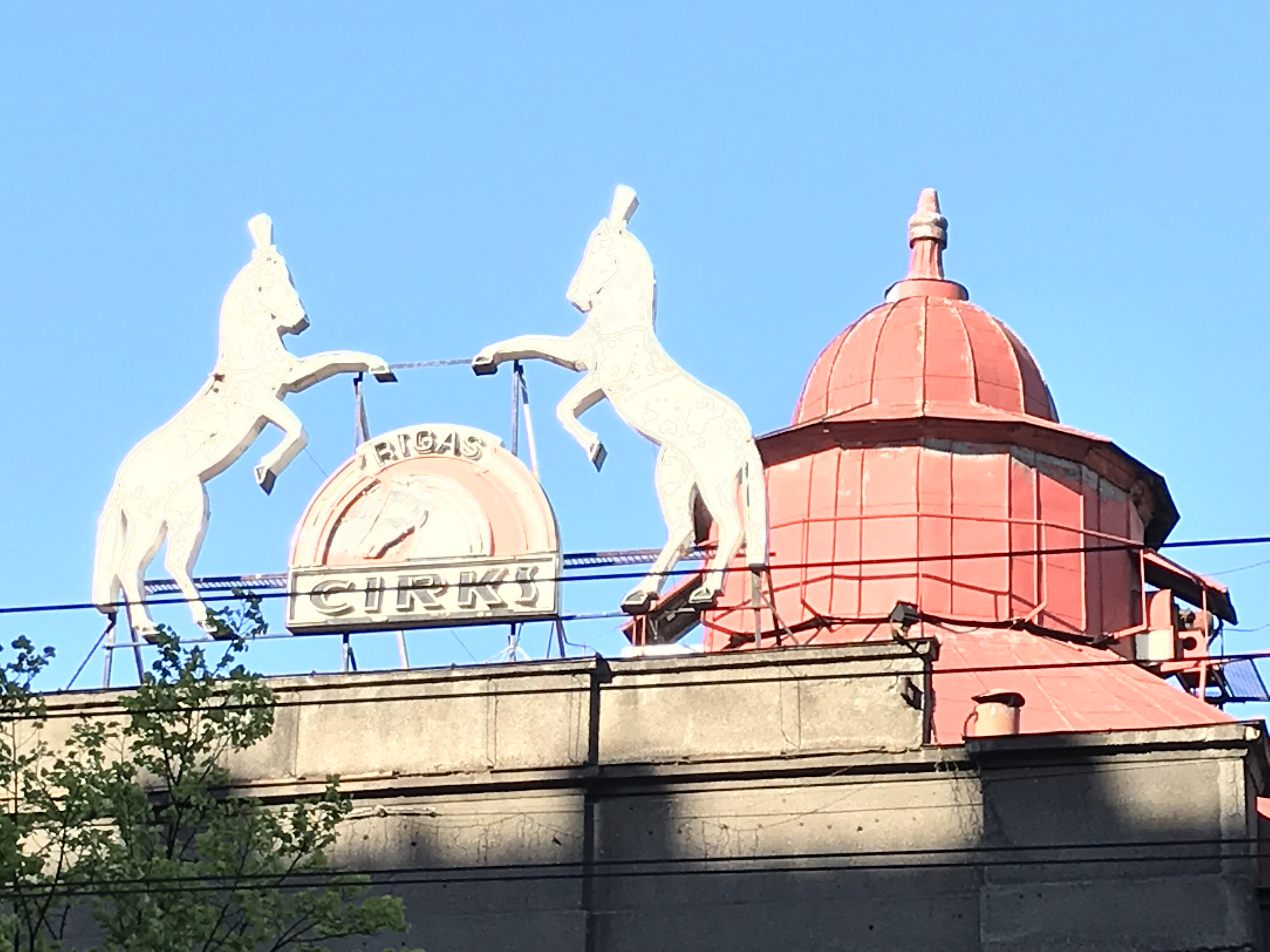
Riga cirkusbyggnad, detalj